# John Gretton
John Gretton, 1º barone Gretton (Newton Solney, 1º settembre 1867 – Melton Mowbray, 2 giugno 1947), è stato un politico e velista britannico.

## Biografia
Gretton fu il figlio maggiore di John Gretton di Burton upon Trent e studiò alla Harrow School. Fu presidente della Bass, Ratcliff and Gretton Ltd e fu anche colonnello nella Territorial Army. Nel 1895, fu eletto alla Camera dei comuni, camera in cui rimase per quasi mezzo secolo, dal 1895 al 1943, rappresentando alternativamente tre collegi: South Derbyshire, Rutland e Burton.
Nel 1919, fu insignito dell'Ordine dell'Impero Britannico, nel 1926 fu ammesso al consiglio privato di sua maestà mentre nel 1944 gli fu conferito il titolo di Barone.
Gretton sposò Maud Helen de Moleyns, la figlia più giovane di Dayrolles Blakeney Eveleigh-de-Moleyns, 4º barone di Ventry, nel 1900. Nello stesso anno, partecipò ai giochi della II Olimpiade di Parigi a bordo di Scotia, con cui vinse due medaglie d'oro nelle gare della classe da mezza a una tonnellata e nella classe aperta.